# Ourthekanaal
Het Ourthekanaal of Maas-Moezel Kanaal (ook wel kanaal van Buret of kanaal van Bernistap) is een nooit volledig afgewerkt kanaal dat een verbinding moest vormen tussen de Maas te Luik en de Moezel te Wasserbillig. Het project kwam tot stand op initiatief van koning Willem I. Door de enorme kostprijs en de politieke instabiliteit na de Belgische revolutie kwamen de werken tot stilstand. Uiteindelijk gaf de opkomst van de spoorweg als nieuwe en veel goedkopere vervoersoplossing de nekslag.

## Aanleg
Van Luik tot Houffalize begon men met een kanaal, lateraal aan de Ourthe, dat later werd afgewerkt. Voorbij Houffalize, bij Bernistap, moest het kanaal de waterscheidingslijn tussen het Maas- en het Moezelbekken overwinnen door een ongeveer 2,5 km lange tunnel. Daarna vervolgde het zijn weg naar Wasserbillig via de valleien van de Woltz en de Sûre. De totale lengte zou 261 kilometer bedragen en het enorme hoogteverschil tussen de Maas (Luik, 60 m boven de zeespiegel), de waterscheiding te Bernistap (500 meter) en de Moezel (op 130 meter hoogte) zou overwonnen worden door 218 sluizen.
Voor de bouw van het kanaal, onder leiding van ingenieur Remy De Puydt, werd in 1827 de maatschappij "Société d'exploration du Luxembourg" opgericht, met een kapitaal van vijf miljoen gulden waarvan koning Willem twee miljoen voor zijn rekening nam. Het kanaal en de tunnel schoten goed op. Bij het stoppen van de werken in 1831 was 1130 meter van de tunnel af, waarvan 337 meter reeds bezet was met bakstenen wanden. Hoewel de tunnel het belangrijkste monument van het kanaal is, ligt hij er tegenwoordig verlaten, overwoekerd en verzand bij.

## Overblijfselen
Het huidige Ourthekanaal is beperkt tot enkele kilometers vanaf de samenvloeiing van de Vesder en de Ourthe te Chênée tot de monding van de Ourthe in de Maas te Luik. Er is actueel geen scheepvaart meer op het kanaal. Van het oude kanaal, dat midden 19e eeuw afgewerkt werd tot La Roche-en-Ardenne, zijn op het traject tussen de samenvloeiing van de Amblève en de Ourthe te Comblain-au-Pont en Luik nog verschillende sporen terug te vinden (onder andere sluizen en sluiswachterwoningen). Dit gedeelte van de gekanaliseerde rivier werd nog tot in het begin van de twintigste eeuw bevaren. Aan Luxemburgse zijde werd het toegangskanaal tot de tunnel te Hoffelt in 1964 gedempt.